# Timber Peak
Der Timber Peak (englisch für Bauholzspitze) ist ein 3070 m hoher Berg im ostantarktischen Viktorialand. Er ist der höchste Berg in der Eisenhower Range und ragt 3 km westnordwestlich des Mount New Zealand an der Südflanke des Priestley-Gletschers auf.
Die Südgruppe einer von 1962 bis 1963 durchgeführten Kampagne im Rahmen der New Zealand Geological Survey Antarctic Expedition gaben ihm seinen Namen. Namensgebend ist versteinertes Astwerk, das die Gruppe in den Sandsteinablagerungen des Bergs fand.